# Amoris laetitia

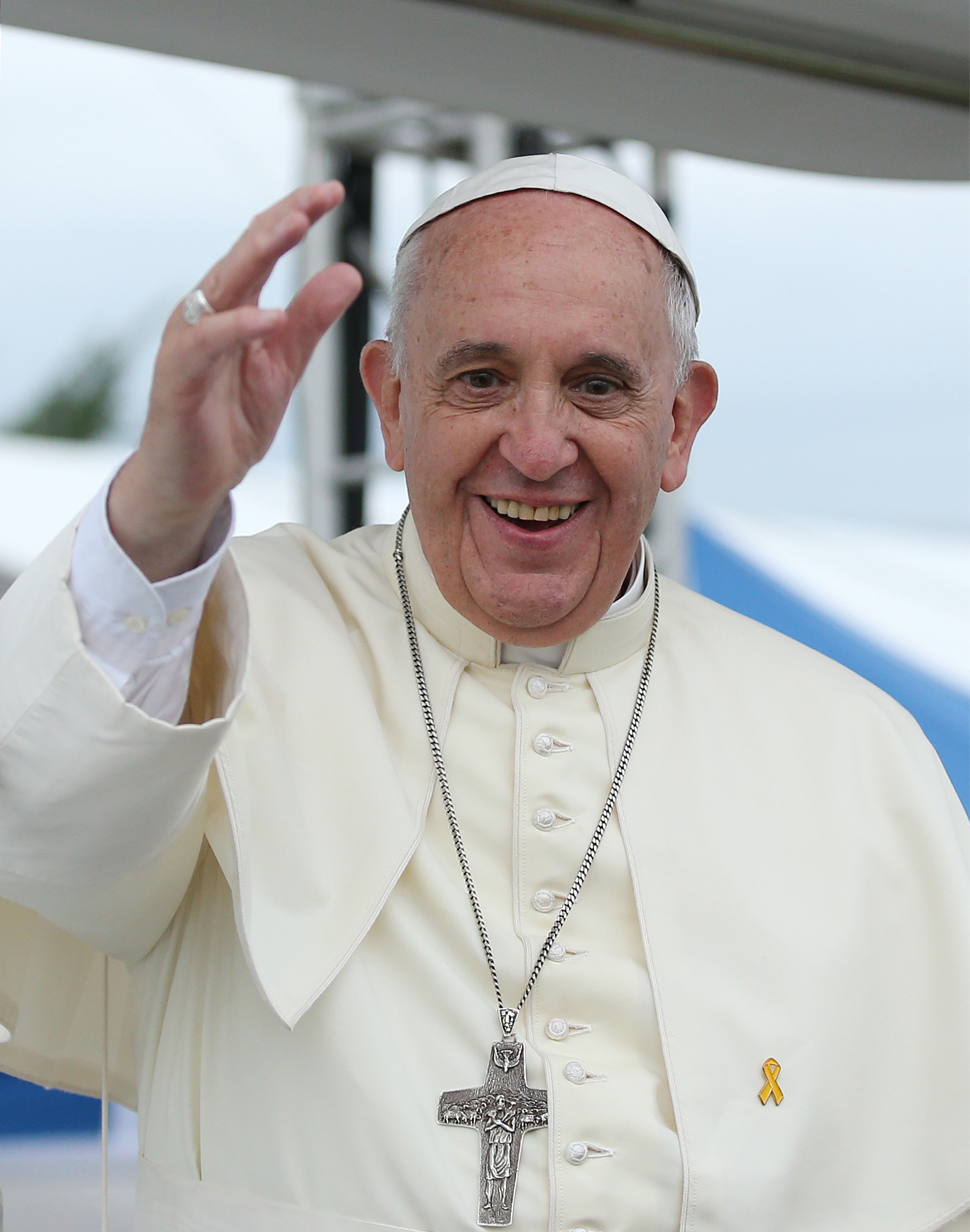
Fotografia del papa Francesc de 2014.

Amoris laetitia —en llatí “la joia de l'amor”— és l'exhortació apostòlica post-sinodal del papa Francesc. Datada del 19 de març de 2016, fou publicada el 8 d'abril del mateix any. Segueix els sínodes sobre la família celebrats el 2014 i 2015. Per acompanyar la publicació del text en anglès, francès, alemany, italià i castellà, l'agència de premsa del Vaticà mantingué una conferència de premsa en la qual el cardenal Christoph Schönborn, arquebisbe de Viena, el cardenal Lorenzo Baldisseri, secretari general del sínode de bisbes, i una parella casada, Francesco Miano, professor de filosofia moral a la Universitat de Roma Tor Vergata i Giuseppina De Simone, professora de filosofia a la Facultat Teològica d'Itàlia del Sud a Nàpols, analitzaren el document.
La seva finalitat, objectius i propostes desenvolupen una de les línies de força del pontificat del papa Francesc: el rostre matern i misericordiós de l'Església. L'Exhortació es compon de nou capítols, precedits d'una mena d'introducció (els set primers apartats), que constitueixen una primera aproximació als continguts fonamentals del document.